# Jak-29
Jak-29 (ros. Як-29) – niezrealizowany projekt radzieckiego myśliwca zaprojektowanego w biurze konstrukcyjnym Jakowlewa.

## Historia
Projekt szkicowy niewielkiego samolotu myśliwskiego oznaczonego jako Jak-29 został zatwierdzony do realizacji przez Aleksandra Jakowlewa 8 lipca 1947 roku. Maszyna miała być napędzana kopią brytyjskiego silnika odrzutowego Rolls-Royce Derwent V, mogącego zapewnić pożądany ciąg w odróżnieniu od używanych wcześniej kopii niemieckich silników turboodrzutowych RD-10 o niewystarczającym ciągu. Nowatorskim rozwiązaniem w konstrukcji samolotu miało być umieszczenie wlotu powietrza do silnika nad kabiną pilota. Zaprojektowano samolot ze skośnymi (początkowo skos wynosił 35°, a następnie 45°) skrzydłami i usterzeniem. Prace prowadzono w okresie od lipca do października 1947 roku, a następnie przerwano je na korzyść bardziej perspektywicznego samolotu Jak-30.